# Джида (остров)
Джида, также Джазират-Джиди (Джидда, араб. جزيرة جدة‎) — каменистый необитаемый остров в Персидском заливе, принадлежащий Бахрейну. Расположен в 18 км к западу от города Манама, к западу от острова Умм-эс-Саббан и к северу от острова Умм-Наасан, с которым соединён дамбой протяженностью 1,75 км. Ранее служил государственной тюрьмой, на острове находилась каменоломня, в настоящее время — рекреационная зона. Административно относится к Северной мухафазе.